# تپه اسماعیل وفا و محرم عظیمی
تپه اسماعیل وفا و محرم عظیمی مربوط به دوره اشکانیان - دوره ساسانیان است و در شهرستان ملکان، بخش لیلان، ۱ کیلومتری جنوب غربی شهر لیلان واقع شده و این اثر در تاریخ ۲۷ اسفند ۱۳۸۶ با شمارهٔ ثبت ۲۲۵۸۱ به‌عنوان یکی از آثار ملی ایران به ثبت رسیده است.